# Jan Barents
Jan Barents (Den Haag, 28 december 1916 – Amsterdam, 19 mei 1961) was een Nederlands hoogleraar politicologie, journalist en ambtenaar. 
Barents studeerde rechten aan de Rijksuniversiteit Leiden waar hij in 1938 zijn doctoraal behaalde. Van 1938 tot 1940 was hij parlementair redacteur van De Nederlander, het dagblad van de CHU. Op 4 oktober 1940 promoveerde hij in Leiden op Het internationaal statuut van de Maas bij Ben Telders. Van 1940 tot 15 februari 1941 was hij redactiesecretaris van het blad De Unie van de Nederlandsche Unie. Tijdens de Tweede Wereldoorlog was Barents werkzaam als ambtenaar. Eerst bij het Centraal Bureau voor de Statistiek (CBS), vervolgens op de departementen van Handel en Nijverheid en Openbare Werken en Wederopbouw. Hij dook aan het einde van de oorlog een periode onder en was actief bij het Haagse verzetsblad Telex.  Direct na de bevrijding werd Barents perschef van het ministerie van Financiën. In 1945 was hij vanaf de oprichting enkele maanden secretaris van de Nederlandse Volksbeweging en werd hij adjunct-hoofdredacteur van De Nieuwe Nederlander die in 1947 werd opgeheven. Op 15 december 1945 promoveerde hij in Leiden aan de faculteit letteren en wijsbegeerte bij Gerard Jacobus Thierry op de dissertatie Het verschraalde denken: een vergelijking tusschen de dialectische theologie van Karl Barth en de "Reine Rechtslehre" van Hans Kelsen. In die periode had hij nevenfuncties als bestuurslid van de Volksuniversiteitsbibliotheek, lid van de commissie Bijzonder Kerkewerk en bestuurslid van de wijkvereniging 'Bidt en Werkt'. In 1946 werd Barents lid van de Partij van de Arbeid en was daar actief in de Protestants-Christelijke Werkgemeenschap en redacteur van het partijweekblad Paraat. 
In 1947 werd Barents directeur van de Wiardi Beckman Stichting en vervulde vanuit die rol een leeropdracht internationale politiek aan de Economische Hogeschool Rotterdam. In 1948 werd hij hoogleraar in de Wetenschap der Politiek aan de Universiteit van Amsterdam (UvA). Dit was de eerste wetenschappelijke opleiding politicologie. Hij werd gelijktijdig benoemd met Salomon Kleerekoper, hoogleraar economie en sociale politiek. Hij werd buiten de gebruikelijke voordracht, waarin Joseph Suijs die reeds in 1947 met instemming van de gemeenteraad aan de voorlopige leeropdracht begonnen was en de Nijmeegse hoogleraar Anthony Cornelissen waren voorgedragen, benoemd na bemoeienis van de Amsterdamse PvdA-fractie. De procedure van zijn benoeming leidde tot studentenprotest en hij moest zijn eerste college onder politiebewaking aanvangen.
In 1956 kreeg hij als eerste Nederlander een dat jaar geïntroduceerde Fellowship Award van de NAVO waarvoor hij een studiereis zou maken. Barents publiceerde onder meer over de naoorlogse internationale politieke verhoudingen en bedrijfsvoeringen als ook enkele biografieën. Begin jaren 1960 was hij onderdeel van de in de media uitgevochten affaire Stuiveling waarin met name Barents de houding van Garmt Stuiveling tijdens de Tweede Wereldoorlog bekritiseerde.
Barents leed aan suikerziekte waardoor hij in 1956 geheel blind was geworden. Dit weerhield hem er niet van zijn werkzaamheden voort te zetten. Hij gaf een dag voor zijn plotselinge overlijden nog college. Barents overleed in mei 1961 op 44-jarige leeftijd. Hij werd gecremeerd op Westerveld in Driehuis. Hij was tweemaal gehuwd. Als hoogleraar politicologie werd hij aan de UvA opgevolgd door zijn promovendus Hans Daudt. De Nederlandse Kring voor de wetenschap der Politiek (NKWP) stelde in 2006 het Jan Barents fonds voor Politicologie en Samenleving in.
- Digitale Bibliotheek voor de Nederlandse Letteren: bare008
- Gemeinsame Normdatei: 1030501165
- International Standard Name Identifier: 0000 0001 1706 9619
- Library of Congress Control Number: nr88001085
- Nationale Bibliotheek van Israël: 987007325548105171
- Nederlandse Thesaurus van Auteursnamen: 069588333
- Système universitaire de documentation: 082574960
- Virtual International Authority File: 161686893
- WorldCat: E39PBJwMC7kTBFq93qwXGP9kXd